# ポーランド国民解放委員会

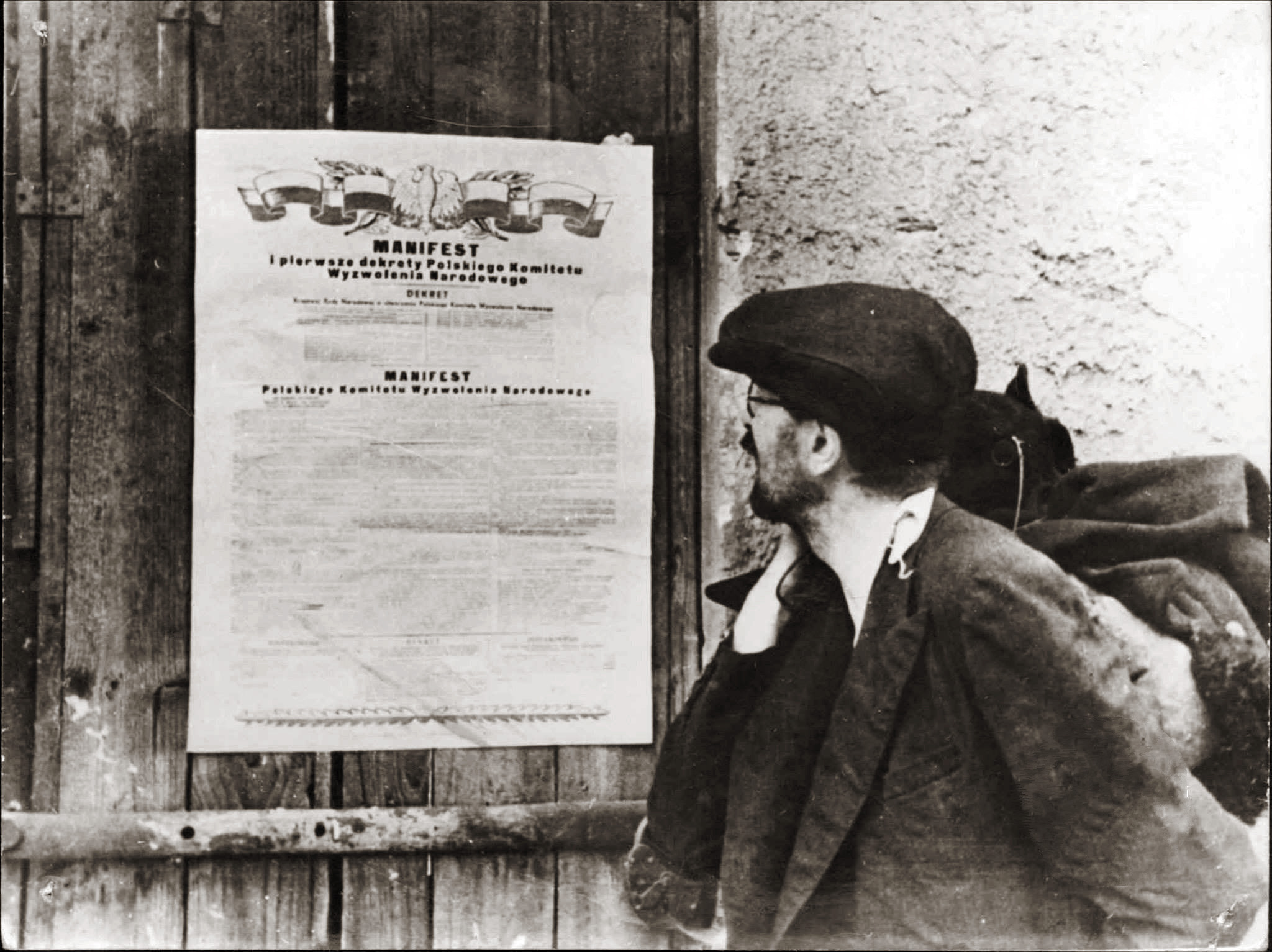
ルブリン委員会綱領を読む市民。プロパガンダ写真の1つ。

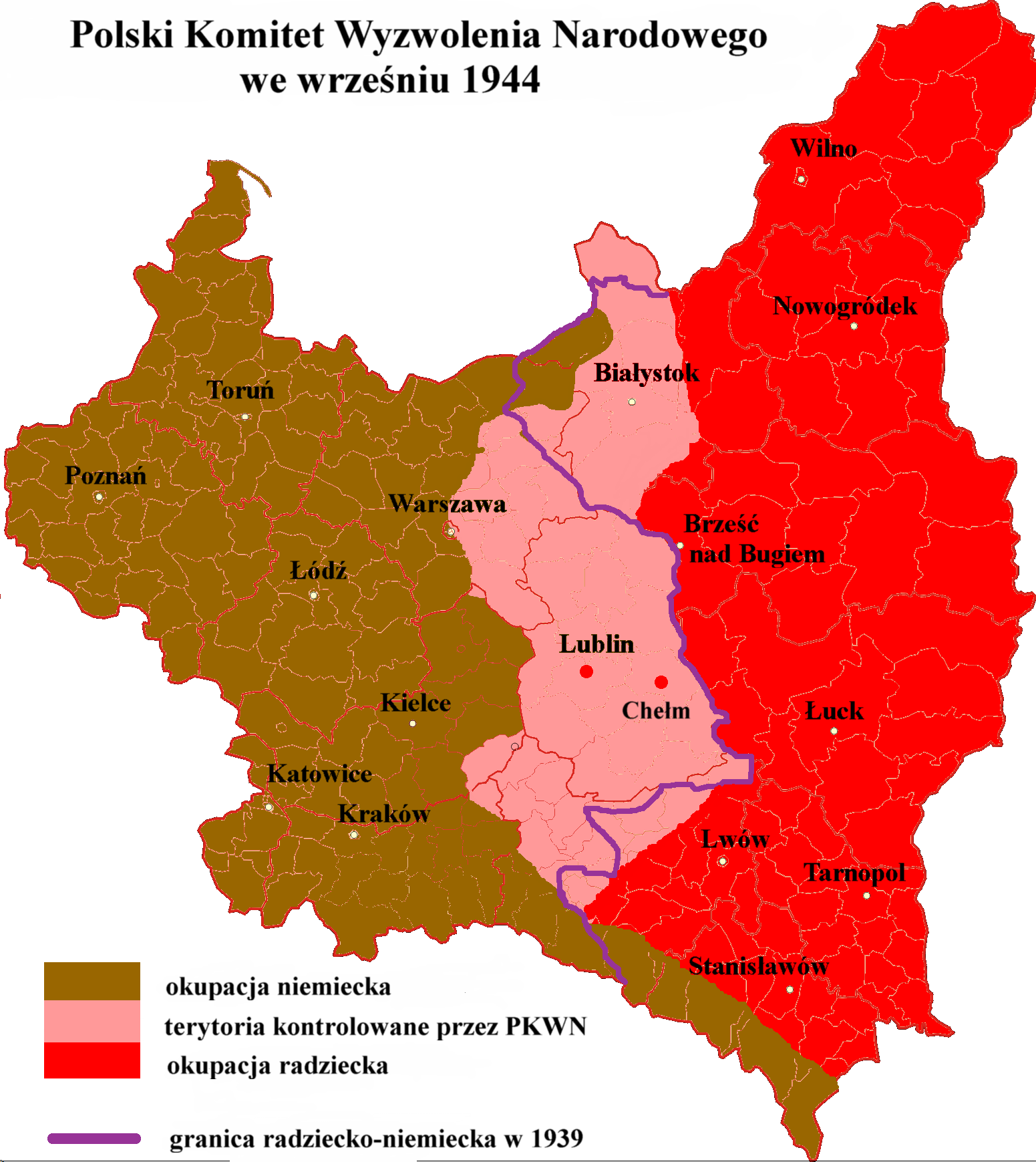
1944年9月時点のポーランドの勢力図。ピンクの地域がルブリン委員会の支配地域（茶色がドイツ、赤色がソ連の支配地域）。

ポーランド国民解放委員会（ポーランドこくみんかいほういいんかい、ポーランド語: Polski Komitet Wyzwolenia Narodowego, PKWN）は、「ルブリン委員会（またはルブリン政府）」の名で知られるポーランドの臨時執行機関である。ポーランド亡命政府に対抗し、1944年7月に樹立を宣言した。ナチス・ドイツより奪還したポーランド領を統治したが、組織はソビエト連邦により完全に支配・統制されていた。

## 成立前史
1939年9月、ソ連はドイツとの秘密協定にもとづきポーランドに侵攻。そして、ウクライナ人が多数派を占める東部ポーランド領（カーゾン線以東）を占領・併合した。1941年6月、独ソ戦の勃発により、同地域はドイツ軍により占領されたが、スターリンは併合を既成事実化し、戦時中も西側連合国ならびにポーランド亡命政府にその承認を迫った。しかし、一方で東部ドイツ領をポーランドに併合し、オーデル・ナイセ線を西部国境とすることで、その損失分を補う領土案を示した。この「代償方式」に英米とも1943年3月までに原則同意し、同年11月末からのテヘラン会談でもこの原則が確認された。だが、亡命政府はこれを頑なに拒否し続け、またカティンの森事件を機に関係が悪化し、43年4月に波ソ関係は断絶された。
1944年以降の赤軍の攻勢により、ポーランドからのドイツ軍放逐が現実味を帯びてくると、ソ連は亡命政府との和解、あるいは他の親ソ連合政権の樹立を模索した。ソ連はまず領土獲得を通じての安全保障実現を優先し、初めから赤化の明確な青写真を持っていたわけではない。しかし、5月20日から7回にわたって亡命政府とも秘密交渉を行なったが、領土要求に応じない亡命政府にスターリンは見切りをつけ、6月22日に一連の交渉を打ち切り、バグラチオン作戦を実行した。そして7月末、赤軍がカーゾン線を越えたその日、ルブリン委員会が樹立された。

## 概要

ルブリン委員会綱領（1944年7月22日付）

共産党時代の公式史学によれば、44年7月22日、カーゾン線以西で解放された最初の都市ヘウムにおいて樹立された。しかし、実際はその前日の7月21日、モスクワにおいて樹立され、全国国民評議会 (Krajowa Rada Narodowa, KRN) の行政機能を引き継いだ。
徹底的な社会・政治・経済の改革、ナチス・ドイツに対する戦いの継続、産業の国有化、西部国境の正しき線引を掲げたルブリン委員会綱領（7月宣言）が、1944年7月22日に布告された。綱領では、同委員会こそが「唯一正当なポーランド政府」と宣言され、従ってポーランド亡命政府を正式に拒絶するものであった。7月27日、委員会は本部をヘウムへ、次いで8月2日、ルブリンへ移転した。そしてソ連当局を代表し、ニコライ・ブルガーニンが派遣された。
間もなくソ連は、その占領下にあったルブリン、ビアウィストク、ジェシュフ及びワルシャワの各県における権限を、委員会に委譲した。しかしながら、これらの措置を経た後も地域の実際の支配権は、NKVD及び赤軍の手に残された。

## 構成
委員会メンバーには、ソ連当局により認められた様々な共産系・左翼系政党の政治家がいた。議長はエドヴァルト・オスプカ＝モラフスキ（ポーランド社会党、PPS）。副議長はワンダ・ヴァシレフスカ（ポーランド愛国者同盟、ZPP）、及びアンジェイ・ヴィトス（農民党、SL）。後者は、戦前の有名な政治家、ヴィンツェンティ・ヴィトスの弟である。彼は後に、スタニスワフ・ヤヌシュと交代した。
他のメンバーには、KRN、ZPP、ポーランド社会主義労働者党 (RPPS)、SL、民主党 (SD)、ポーランド労働者党 (PPR)、等の出身者が含まれていた。これらの組織・政治家の多くは、ポーランド社会では、あまり広く知られていなかった。
| 役職                       | 氏名                                                                 | 出身団体              |
| -------------------------- | -------------------------------------------------------------------- | --------------------- |
| 議長 兼 外務部長           | エドヴァルト・オスプカ＝モラフスキ (Edward Osóbka-Morawski)          | RPPS → PPS            |
| 副議長                     | ワンダ・ヴァシレフスカ (Wanda Wasilewska)                            | ZPP・ソ連共産党       |
| 副議長兼農業・農地改革部長 | アンジェイ・ヴィトス (Andrzej Witos)                                 | ZPP → SL              |
| 行政管理部長               | スタニスワフ・コテク＝アグロシェフスキ (Stanisław Kotek-Agroszewski) | 「人民の意志」派 → SL |
| 公安部長                   | スタニスワフ・ラトキェヴィチ (Stanisław Radkiewicz)                  | ZPP → PPR             |
| 国民経済・財務部長         | ヤン・ステファン・ハネマン (Jan Stefan Haneman)                      | RPPS → PPS            |
| 情報宣伝部長               | ステファン・イェンドリホフスキ (Stefan Jędrychowski)                 | ZPP → PPR             |
| 運輸・郵便・電信部長       | ヤン・ミハウ・グルベツキ (Jan Michał Grubecki)                       | ZPP → SL              |
| 文化・芸術部長             | ヴィンツェンティ・ジモフスキ (Wincenty Rzymowski)                    | ZPP → SD              |
| 国防部長                   | ミハウ・ロラ＝ジミェルスキ (Michał Rola-Żymierski)                   | PPR                   |
| 戦時賠償部長               | エミール・ゾンメルシュタイン (Emil Sommerstein)                      | ZPP・bp               |
| 教育部長                   | スタニスワフ・スクシェシェフスキ (Stanisław Skrzeszewski)            | ZPP → PPR             |
| 労働・福祉・保健部長       | ボレスワフ・ドロブネル (Bolesław Drobner)                            | ZPP → PPS             |
| 法務部長                   | ヤン・チェホフスキ (Jan Czechowski)                                  | 「人民の意志」派 → SL |

## 亡命政府の一部の合流
1944年12月31日、ルブリン委員会にポーランド亡命政府のメンバー数名が参加し、その中には亡命政府首相スタニスワフ・ミコワイチクがいた。ただし、亡命政府の本体はそれに同調せず、その後も共産主義ポーランドとの対決姿勢を強めていく。ソ連軍がワルシャワに入城した後の1945年1月、委員会はポーランド共和国臨時政府 (Rząd Tymczasowy Rzeczypospolitej Polskiej, RTRP) へ改編された。臨時政府は、選挙が行われるまで、ナチス・ドイツから赤軍が奪還した地域を統治するものとされた。

## 国際的反応
ポーランド国民解放委員会の創設は、同盟国との交渉前に、東欧においてできる限り自国の勢力圏を作っておこうとするスターリンの試みの一つであった。このことは、ソ連と他の連合諸国との間の緊張を高め、やがては冷戦へと導く一因になった。
赤軍占領下の他の東欧諸国の多くでも、類似の出来事が起きていた。例えば、1945年3月のルーマニアでは、競合する諸政党に対する投票工作・排除・強制的統合の組み合わせにより、共産党政権が選ばれた。
後の西側同盟諸国は、これらの出来事を、大いなる苦悩を伴いながら注視していた。特に、スターリンが先に大西洋憲章を原則として認め、ヤルタ会談において同憲章に署名し、赤軍占領下の諸国における「民主的」選挙の実施を約束し、そして「解放欧州に関するヤルタ宣言」に署名していたからである。